# Givet
Givet (wallonisch Djivet) ist eine französische Stadt mit 6.356 Einwohnern (Stand 1. Januar 2022) im Département Ardennes in der Region Grand Est (bis 2015 Champagne-Ardenne).

## Geografie
Givet ist die nördlichste Gemeinde des Départements Ardennes. Sie liegt in den Ardennen an der Einmündung des Flusses Houille in die Maas, am Fuße des Bergrückens Mont d’Haurs. Hier ist der nördlichste Punkt des französischen Maas-Tales. Knapp stromabwärts von Givet fließt die Maas über die Grenze zwischen Belgien und Frankreich. Dort an der Grenze endet auch der französische Canal de la Meuse. Die Gemeinde liegt im 2011 gegründeten Regionalen Naturpark Ardennen.

## Geschichte
Seine exponierte Lage, umgeben von belgischem Staatsgebiet, ergibt sich aus Eroberungen und Verträgen von Ludwig XIV. gegen die Spanischen Niederlande und das Hochstift Lüttich: Sein Ziel bestand darin, um jeden Preis das Tal der Maas für das Königreich Frankreich zu behalten. Givet gehört bereits zum traditionellen Verbreitungsgebiet der Wallonischen Sprache, die ansonsten in Wallonien, dem südlichen Teil Belgiens, gesprochen wird.
Nach Givet wurde die obere Stufe des Mitteldevons, das Givetium, benannt.
Der Legende nach soll Hubertus von Lüttich um 720 „in vico Gabelico“ gelebt und hier ein Wunder bewirkt haben (s. a. auf givet.fr/histoire). 817 gehörte Gabelium zu den Orten, deren Besitz der Bischof von Lüttich dem Kloster St. Hubert bestätigte (Wampach, UQB I, 058). 922 soll Givet zum Territorium König Heinrichs I., also zum Ostfrankenreich, gekommen sein und 1155 fiel das Castrum Givet an das  Hochstift Lüttich (s. a. auf givet.fr/histoire). 1555 errichtete Karl V. über dem Ort die nach ihm benannte Festung Charlemont. Im Vertrag von Nimwegen musste Givet 1678 an Frankreich abgetreten werden. Sofort erhielt der Marquis de Vauban, Marschall von Frankreich, von König Ludwig XIV. den Auftrag zum Ausbau der Festung. Preußische Truppen unter Prinz August von Preußen belagerten Givet vom 22. Juni bis zum 17. Dezember 1815
Im Ersten Weltkrieg wurde die Festung Charlemont zwei Tage von deutschen Truppen (24. sächsische Reserve-Division unter General von Ehrentall) belagert und mit 30,5-cm-Skoda-Geschützen beschossen; dann kapitulierte sie.
Zu Beginn des Westfeldzuges bombardierten Wehrmachtstruppen Charlemont am 13. Mai 1940; die Festung wurde von französischen Truppen aufgegeben. Nach der Befreiung von Givet am 7. September 1944 wurden in der Festung 11.000 amerikanische Soldaten aufgenommen, die im Dezember 1944 bei der Bekämpfung der Ardennenoffensive zum Einsatz kamen.

### Bevölkerungsentwicklung
| Jahr      | 1962 | 1968 | 1975 | 1982 | 1990 | 1999 | 2010 | 2019 |
| --------- | ---- | ---- | ---- | ---- | ---- | ---- | ---- | ---- |
| Einwohner | 7444 | 7865 | 7804 | 7587 | 7775 | 7372 | 6663 | 6476 |

## Sehenswürdigkeiten
- Über der Stadt thront die von Karl V. 1555 errichtete Festung Charlemont.[3]
- Givet ist für sein jährliches Zwiebel-Fest (Foire aux Oignons) am 11. November bekannt.

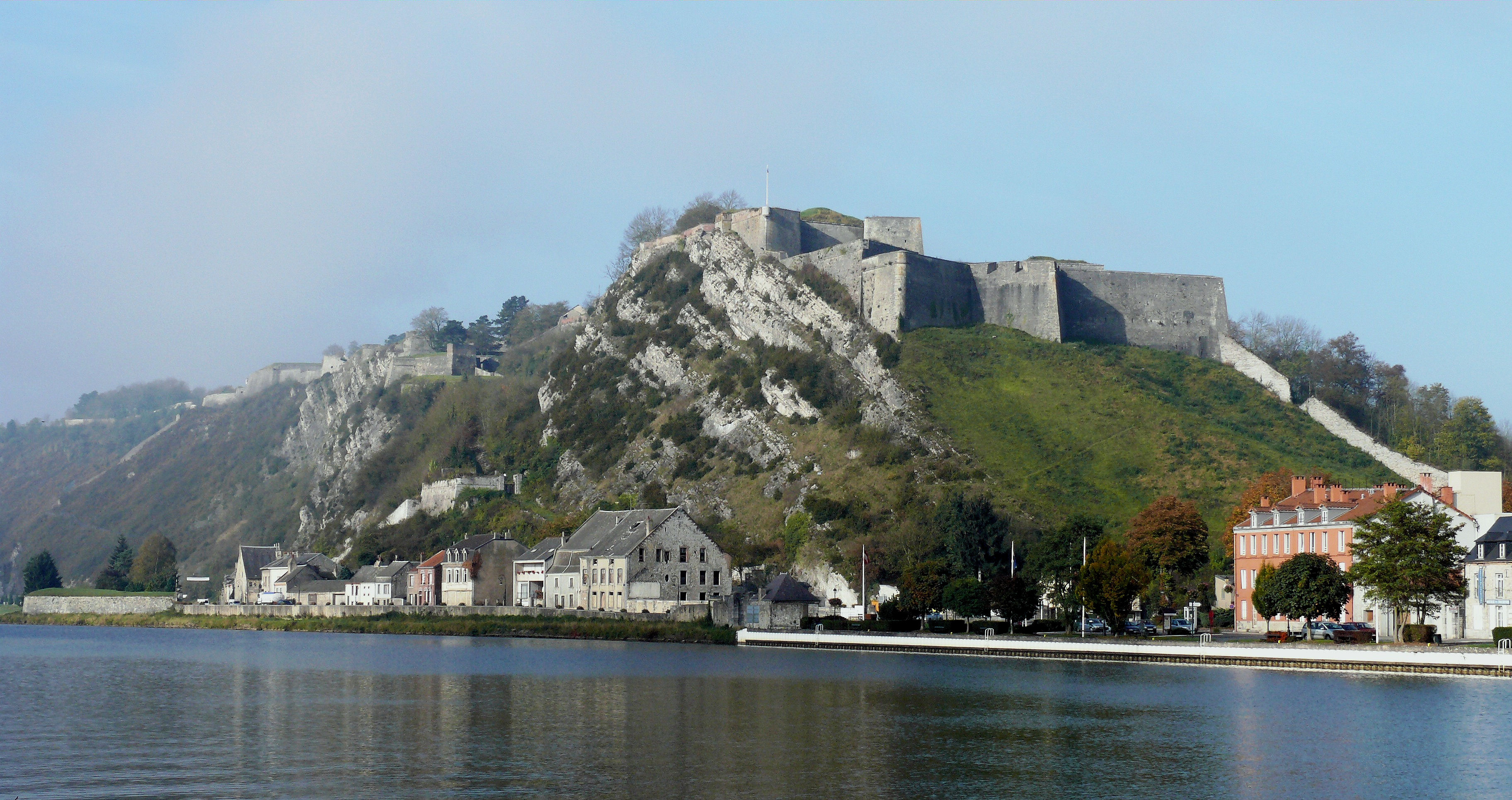
Festung Charlemont über der Stadt

## Städtepartnerschaft
- Stromberg (Hunsrück), Deutschland

## Persönlichkeiten
- Étienne-Nicolas Méhul (1763–1817), Komponist
- Louis-Joseph Daussoigne-Méhul (1790–1875), Komponist und Musikpädagoge
- Edmond Toupet des Vignes (1816–1828), Abgeordneter und Senator
- Jules François Émile Krantz (1821–1914), Admiral und Marine-Minister
- Jules Linard (1832–1882), Ingenieur und Zuckerfabrikant
- Ernest Blanc-Garin (1843–1916), Maler
- Raymond Donau (1862–1930), Offizier und Amateurarchäologe
- Jeanne-Marie Darré (1905–1999), Pianistin
- Claudine Ledoux (* 1959), Diplomatin und Politikerin